# Аптекарь, Лев Исаакович
Лев Исаа́кович Апте́карь (род. 26 ноября 1936, Киев) — новозеландский, ранее советский, шахматист, тренер и писатель.
Был 15-м в первенстве Киева 1963 г.
В 1968 г. разделил 2—7 места в чемпионате ДСО «Авангард» (7½ из 13, +3 -1 =9), что давало формальное право на получение звания мастера спорта СССР. Однако квалификационная комиссия Федерации шахмат УССР после заседания, специально посвященного разбору партий Аптекаря, отказала в присвоении ему звания на основании низкого качества его игры в данном турнире (несколько коротких ничьих без попытки осложнить борьбу, партия, выигранная у мастера Ю. И. Коца, в которой последний несколько раз упускал несложный форсированный выигрыш, плохая игра в партии, проигранной победителю турнира О. М. Романишину, и т.п.). Решение было утверждено Высшей квалификационной комиссией в Москве.
В середине 70-х годов уехал из СССР в Новую Зеландию. Несколько раз участвовал в чемпионатах Новой Зеландии. В 83-м чемпионате (Аппер-Хатт, 1975 / 76) он разделил 1—3 места с М. Чандлером и О. Сарапу. В 84-м чемпионате (Окленд, 1976 / 77) занял 6-е место. В 87-м чемпионате (Аппер-Хатт, 1979 / 80) — 6-е место. В 88-м чемпионате (Крайстчерч, 1980 / 81) разделил 7—9 места.
Дважды представлял Новую Зеландию на шахматных олимпиадах:
- В 1980 г., на 24-й Шахматной олимпиаде на Мальте (4-я доска, +3 -4 =4).
- В 1988 г., на 28-й Шахматной олимпиаде в Салониках (был заявлен 2-м запасным участником, не сыграл ни одной партии).